# 众哀伤者之欢乐

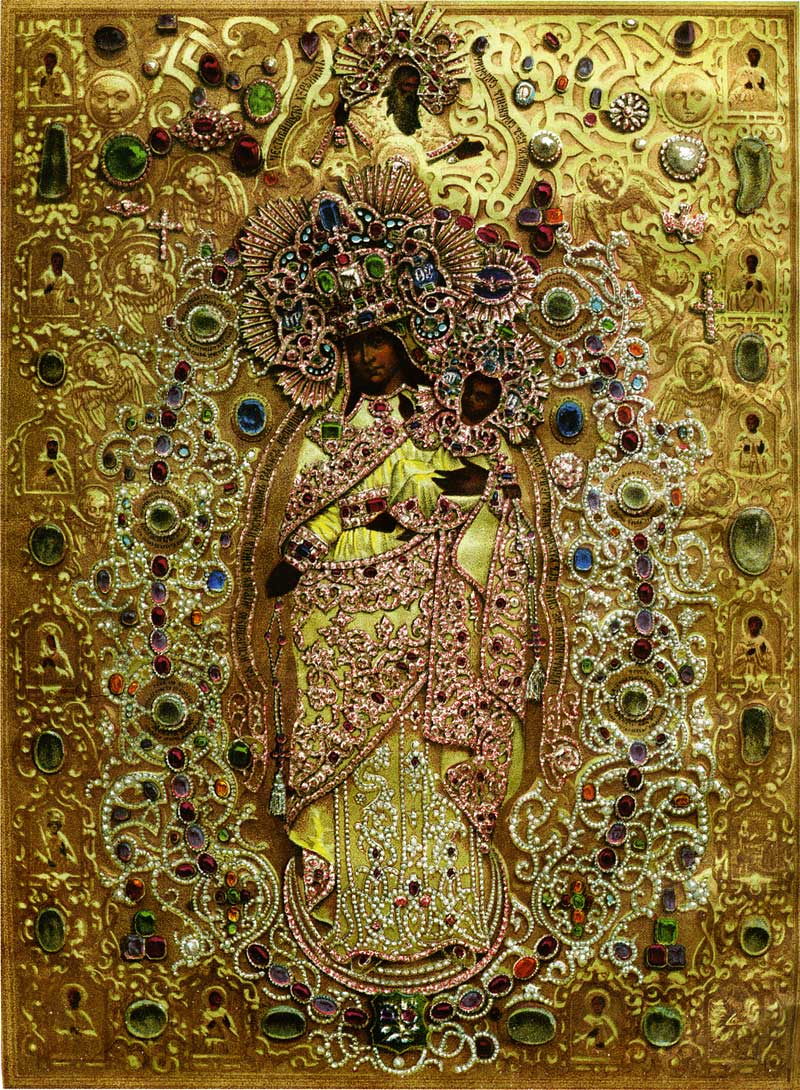
1862年石板印刷的“众哀伤者之欢乐”

众哀伤者之欢乐（俄語：Всех скорбящих Радость）是俄罗斯正教会对至圣诞神女（希臘語：Θεοτόκος）玛利亚的称呼之一。众哀伤者之欢乐也是俄罗斯正教会中以圣像画为媒介的圣母显现奇迹。

## 弗坐词
正教会中有《致至圣诞神女-众哀伤者之欢乐的弗坐词》一篇，专为处于痛苦之中的人祈求玛利亚向耶稣代祷所用。词中将玛利亚称为“孤儿的守护者、陌路人的代祷者、众哀伤者之欢乐、受压迫者的保障。”

## 圣像
1688年，莫斯科牧首约鄂锡穆的姐妹尤菲米亚患病多年不愈。在向圣像“众哀伤者之欢乐”祈祷后，病情得到了很大改善。俄罗斯正教会将这一事件视为奇迹，于每年10月24日纪念。中华东正教会曾拥有一幅“众哀伤者之欢乐”圣像，后被交给俄罗斯域外教会保管。